# Viržinia Veselinovová
Viržinia Veselinovová (* 19. listopadu 1957) je bývalá bulharská atletka, halová mistryně Evropy ve vrhu koulí.

## Sportovní kariéra
V roce 1975 se stala juniorskou mistryní Evropy v vrhu koulí. Na olympiádě v roce 1980 obsadila páté místo. Největší úspěch pro ni znamenal titul halové mistryně Evropy v roce 1982. Ve stejné sezóně vytvořila svůj osobní rekord výkonem 21, 61 m.